# کوه پانگاسوگان

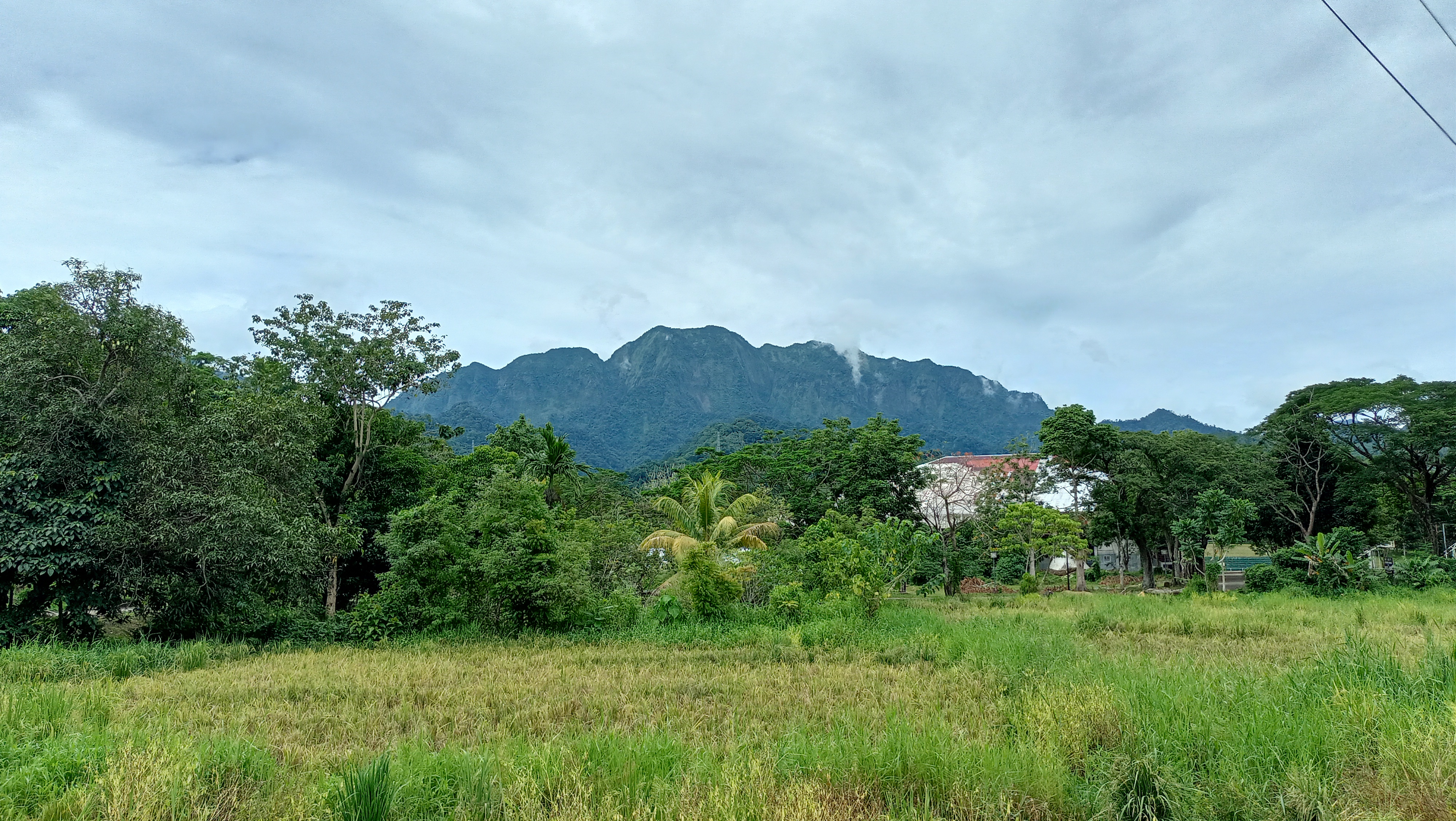
کوه پانگاسوگان، از پردیس اصلی دانشگاه ایالتی ویسایا

در Eastern Visayas واقع شده‌است. کوه پانگاسوگان ۱٬۱۵۰ متر بالاتر از سطح دریا واقع شده‌است.